# Acanthodillo brevicornis
Acanthodillo brevicornis är en kräftdjursart som först beskrevs av Gustav Budde-Lund 1913.  Acanthodillo brevicornis ingår i släktet Acanthodillo och familjen Armadillidae. Inga underarter finns listade i Catalogue of Life.